# صوت المفرقعات النارية ضجيجا
```
صوت المفرقعات النارية ضجيجا
 
(
بالصينية
:
 
炮仔聲
)
 أو 
صوت السعادة
 
(
بالإنجليزية
: 
The Sound of Happiness
)‏
 هي دراما تلفزيونية هوكين 
تايوانية
 بدأ بثها على قناة SET تايوان في تايوان في 26 ديسمبر 2018، من الاثنين إلى الجمعة، وانتهت بثها في 5 أغسطس 2020.
[
1
]
 بدأت إنتاج المسلسل في 22 نوفمبر 2018. يتم بث المسلسل كل ليلة في تمام الساعة 8 مساءً ويتم بثه في نفس الوقت بعد ساعة واحدة على قناة SET التايوانية الشقيقة، SET Drama.
```

## ملخص
وو هو ضابط شرطة كبير أراد دائمًا أن يحمل ابنًا اسم عائلته وينضم إلى القوة. ومع ذلك فقد ورث هو وزوجته أربع بنات! بصفته أبًا شغوفًا، فإن هدفه الرئيسي هو مساعدتهم في العثور على السعادة في زواجهم. في هذه الدراما الساحرة، يصبح وو وزوجته أعظم ملاذ لبناتهما، من خلال الصعود والهبوط الذي يواجهانه كنساء متزوجات.

## روابط خارجية
- The Sound of Happiness Website باللغة الصينية\